# Ботвиновский сельсовет
Ботвиновский сельсовет — административная единица на территории Кричевского района Могилёвской области Белоруссии. Административный центр — агрогородок Ботвиновка.

## Состав
Ботвиновский сельсовет включает 30 населённых пунктов:
- Баевка-1 — деревня.
- Баевка-2 — деревня.
- Ботвиновка — агрогородок.
- Брянск — деревня.
- Весёлый — посёлок.
- Верховцы — деревня.
- Вородьков 1 — деревня.
- Вородьков 2 — деревня.
- Вородьков 3 — деревня.
- Горки — деревня.
- Губинщина — деревня.
- Даленщина — деревня.
- Дружки — деревня.
- Зайцева Слобода — деревня.
- Концы — деревня.
- Костюковка — деревня.
- Лучки — посёлок.
- Малиновка — деревня.
- Мастицкая Слобода — деревня.
- Милятино — деревня.
- Осовец — деревня.
- Подудога — посёлок.
- Прусино — деревня.
- Ратная — деревня.
- Репище — деревня.
- Сетное — деревня.
- Сычики — деревня.
- Тиньков — деревня.
- Юрковка — деревня.
- Янов — деревня.

Упразднённые населённые пункты на территории сельсовета:
- Буланый — посёлок.
- Красный Берег — посёлок.
- Ляды — посёлок.

## Известные уроженцы
- Гусаковский, Иосиф Ираклиевич (1904—1995) — советский военачальник, генерал армии, дважды Герой Советского Союза. Родился в деревне Вородьково.